# Soběslav (syn Děpolta III.)
Soběslav († před 1247) byl synem Děpolta III. a jeho manželky Adély Zbyslavy Slezské.
Podle Dalimila zemřel Děpolt III. někdy v roce 1223 při obraně Kouřimi. Jeho rodina se uchýlila na dvůr Jindřicha I. Bradatého a synové Děpolta III. se už do Čech nevrátili (král Přemysl Otakar I. už držel moc pevně v rukou). Svůj vliv tak již děpoltičtí bratři nezískali.
Ota Magdeburský (1191 - 1226) se snažil naklonil si císaře Fridricha II., ovšem bez většího úspěchu. Děpolt IV. Bořivoj získal roku 1234 hrad Śrem, ale zemřel při jeho obraně o rok později. Boleslav zemřel ve slezském vojsku v bitvě u Lehnice 9. dubna 1241. 
Soběslav se stal správcem hradu Lubuš  a zemřel před rokem 1247. Neoženil se a neměl potomky.